# Niphargus stenopus
Niphargus stenopus е вид ракообразно от семейство Niphargidae. Видът е световно застрашен, със статут Уязвим.

## Разпространение
Разпространен е в Словения.